# Doris Hill
Doris Hill (Roswell, 31 marzo 1905 – Kingman, 3 marzo 1976) è stata un'attrice statunitense.

## Biografia
Studiò nella scuola del convento di Our Lady of the Lake, a San Antonio, nel Texas, e poi nella St. Mary’s Academy di Los Angeles, dove apprese anche danza ed equitazione. Nel 1926 iniziò la carriera di attrice cinematografica, con Is That Nice?, proseguendola senza interruzioni fino al western Ridin' Gents, del 1934, con Jack Perrin e Ben Corbett.
Nel genere western ebbe sempre la parte della protagonista femminile, non così negli altri generi, in cui solitamente ebbe parti di rincalzo, come in Figures Don't Lie (1927), con Esther Ralston, in Legge di guerra (1928), con Betty Compson, o in Ladro d'amore, con Catherine Dale Owen, del 1929, anno in cui fu scelta tra le tredici WAMPAS Baby Stars.
Dopo il suo ritiro dall'attività sposò l'attore George Derrick (1905-1996), dal quale divorziò poco dopo, risposandosi col regista e sceneggiatore Monte Brice (1891-1962). Visse a Kingman, in Arizona, dove morì nel 1976.

## Riconoscimenti
- WAMPAS Baby Star nel 1929

## Filmografia parziale
- Is That Nice? (1926)
- The Beauty Shoppers (1927)

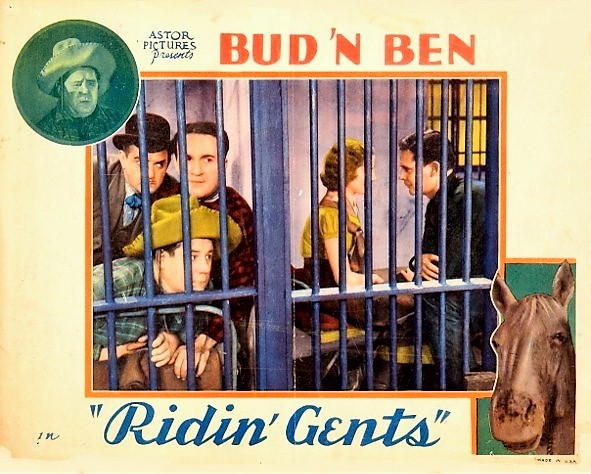
Poster del film Ridin' Gents

- Una maschietta tutto pepe (Rough House Rosie), regia di Frank R. Strayer (1927)
- Legge di guerra (Court Martial), regia di George B. Seitz (1928)
- The Studio Murder Mystery (1929)
- Ladro d'amore (His Glorious Night), regia di Lionel Barrymore (1929)
- Men Are Like That (1930)
- Code of Honor (1930)
- The Montana Kid (1931)
- I violenti del Nevada (1932)
- Crashin' Broadway (1932)
- Via Pony Express (1933)
- Ridin' Gents (1934)